# Moses Hess

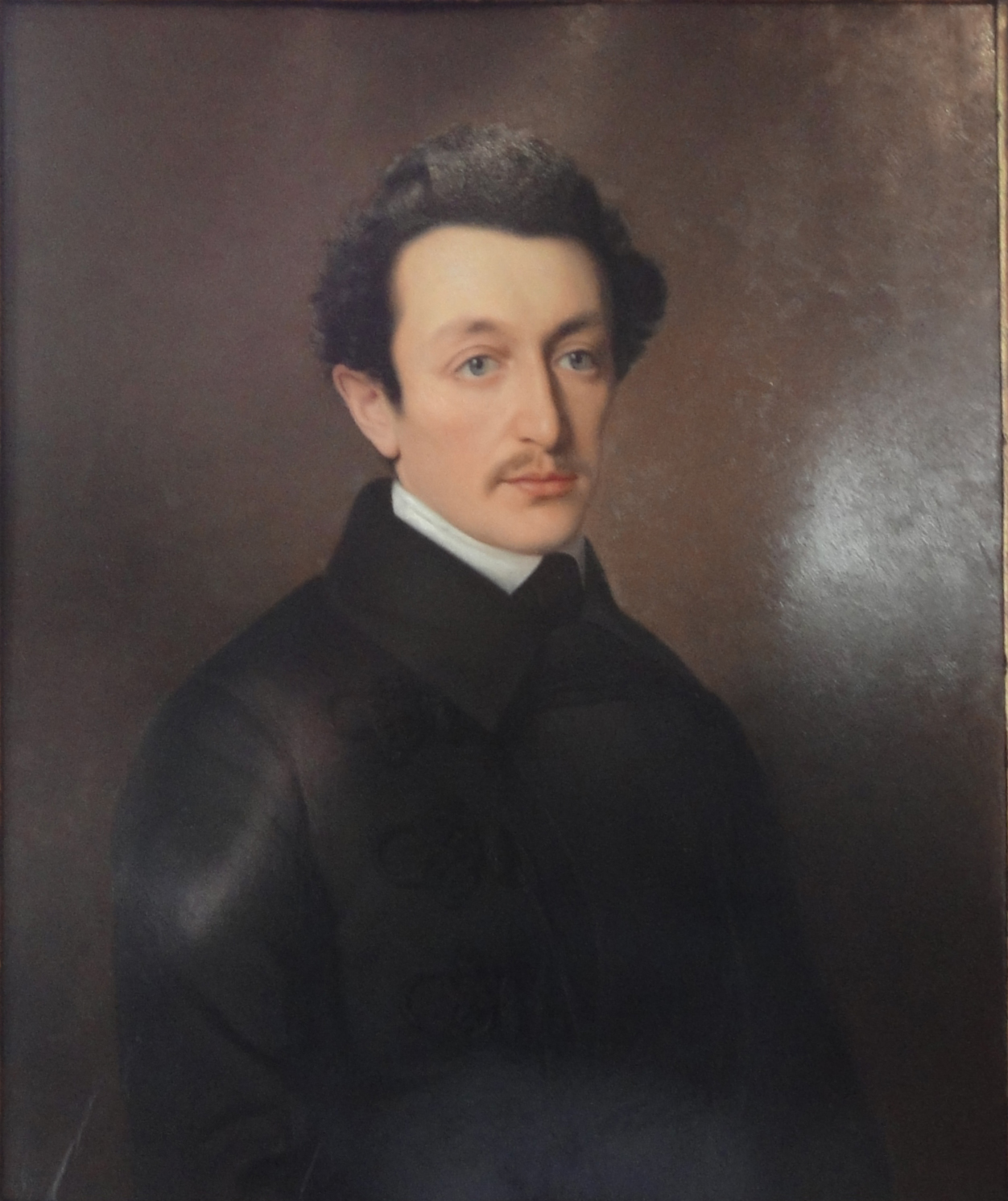
Moses Hess. Gemälde von Gustav Adolf Koettgen, um 1846

Moses Hess (auch Moses Heß, Moritz Heß und Maurice Hess; geboren am 21. Januar 1812 in Bonn; gestorben am 6. April 1875 in Paris) war ein deutsch-jüdischer Philosoph und Schriftsteller. Er gehörte zu den Frühsozialisten und war ein Vordenker des Zionismus. Geburts- und Sterbedatum sind nach dem jüdischen Kalender der 4. Schewat 5572 und der 1. Nisan 5635. Das Leben des Moses Hess lässt sich in einzelne Phasen untergliedern: die jungen Jahre, in denen er sich mit dem Judentum identifizierte (bis Ende der 1830er), die Zeit des Übergangs zu den führenden kommunistischen Intellektuellen und der Mitgestaltung der vorrevolutionären Tendenzen (1840er) und zuletzt die Jahre seiner Hinwendung zur frühen Sozialdemokratie und der Herausbildung eines frühen Zionismus (1860er).

## Leben und Schaffen

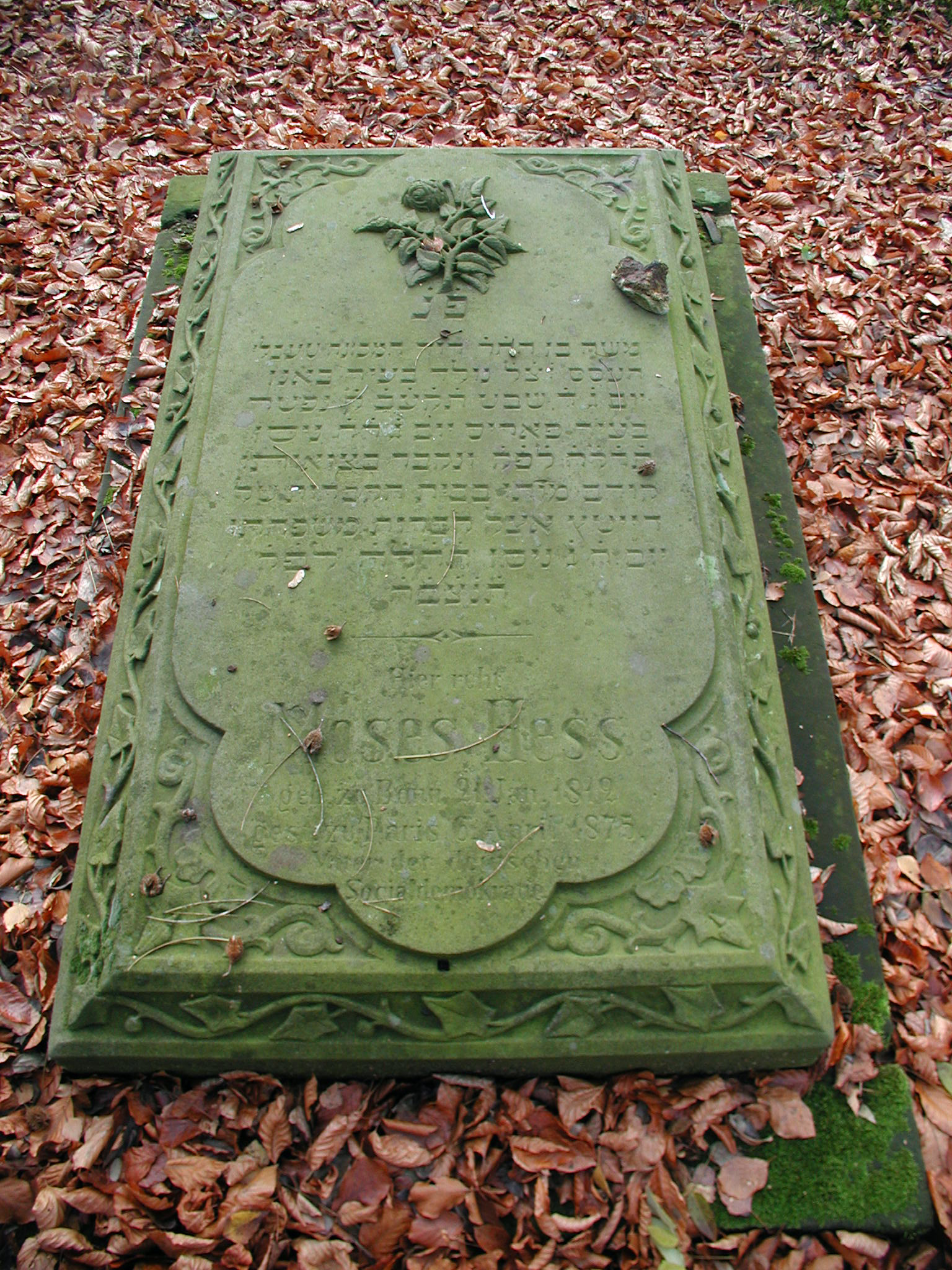
Grabmal von Moses Hess

Moses Hess wurde in Bonn in eine orthodoxe jüdische Familie geboren. Sein Großvater erzog ihn traditionell. Um sich auch allgemein bilden zu können, lernte Moses als Autodidakt Deutsch und Französisch. Nach einem nicht abgeschlossenen Studium der Philosophie an der Universität Bonn gründete er eine der ersten sozialistischen Tageszeitungen in Köln, die Rheinische Zeitung. Im Jahre 1845 zog er nach Belgien, 1848 nach Paris, 1849 über Straßburg (wo er kurzzeitig aus dem eingekesselten Rastatt geflüchtete deutsche Revolutionäre beherbergte, unter anderem seine Kölner Freunde Fritz und Mathilde Franziska Anneke) in die Schweiz. Später kehrte er erst nach Belgien, dann nach Paris zurück, wo er – mit Unterbrechungen – bis zu seinem Tode blieb. Dort trat er 1858 als Freimaurer in die Pariser Loge Henri IV des Grand Orient de France ein. 1861 kehrte er noch einmal nach Deutschland zurück und war Vorstand des Allgemeinen Deutschen Arbeitervereins. 1863 zog er erneut nach Paris, wo er 1875 verstarb. Er wurde wunschgemäß auf dem jüdischen Friedhof Deutz beigesetzt. Der Grabstein ist noch heute dort zu sehen, seine Gebeine wurden allerdings 1961 nach Jerusalem überführt.
Seine Biographen waren vor allem Historiker und Vertreter des Zionismus wie Theodor Zlocisti, Edmund Silberner und Shlomo Na’aman.

### Sozialismus
Mit seinen Werken war Hess einer der frühen Sozialisten in Deutschland. Seine Heilige Geschichte der Menschheit. Von einem Jünger Spinozas aus dem Jahre 1837 enthielt das erste dezidiert sozialistische Forderungsprogramm, das in Deutschland erschien. Es enthielt u. a. die Forderung nach Aufhebung der Klassenunterschiede, Gleichberechtigung von Männern und Frauen, „freie Liebe“ als Grundlage der Ehe sowie Kindererziehung, Gesundheitssorge und Wohlfahrt als staatliche Aufgaben. Mit dem Verschwinden von Armut und Mangel würden Gewalt und Kriminalität aus der Gesellschaft verschwinden und die zukünftige vernunftgeleitete Gesellschaft werde ihr entsprechende Formen der politischen Herrschaft entwickeln. 1869 ging Hess als Delegierter zum vierten Kongress der Ersten Internationale nach Basel, der vom 6. bis 12. September stattfand. Dort fungierte er neben Wilhelm Liebknecht und Samuel Spier, mit denen er seit Jahren in Briefkontakt stand, als Secrétaire de langue allemande.
Das von ihm entwickelte Verständnis von Vergesellschaftung spielte für die spätere Theoriebildung von Karl Marx und Friedrich Engels eine zentrale Rolle. Mit Marx verbanden ihn seine Tätigkeiten für die Rheinische Zeitung, die Deutsche-Brüsseler-Zeitung und die zeitweise gemeinsame Arbeit an Die deutsche Ideologie. Hess hat angeblich sowohl Marx als auch Engels an Sozialismus und Kommunismus herangeführt. Ob Hess in diesem Punkt tatsächlich entscheidenden Einfluss insbesondere auf Marx ausübte, ist jedoch umstritten. In seinen Frühschriften, etwa in der Heiligen Geschichte, war Hess Hauptvertreter eines spekulativen Sozialismus, einer Variante des utopischen Sozialismus, die sich philosophisch an Ludwig Feuerbachs Entfremdungstheorie anlehnte. Demzufolge erfolgt die Entwicklung der Menschheit in verschiedenen Stadien und läuft auf einen Sozialismus hinaus, dessen Elemente noch unverbunden in französischer Revolutionstheorie, englischer Sozialpraxis und deutscher idealistischer Philosophie bereits vorlägen. Anstelle von Klassenkampf stellte Hess Solidarität und Liebe als Grundprinzip in den Mittelpunkt, was Marx veranlasste, Hess unter die „wahren Sozialisten“ einzustufen, denen er Liebesduselei vorwarf. Hess‘ Sozialismuskonzept setzte sich zusammen aus der „Philosophie der That“ in Verbindung mit dem Konzept vom „menschlichen Gattungswesen“ als menschlich-inhärente Merkmale, die die Menschheit zwangsläufig zum Kommunismus führen würden. Die Verbindung zwischen den Nationen Frankreich und Deutschland sah Hess als möglichen Lösungsweg hin zur kommunistischen Gesellschaft. Staat, Religion und Eigentum werden als Gegenspieler des Kommunismus als bloße Äußerlichkeiten entlarvt. Diese Vorstellung arbeitete Hess bis 1845 aus. Ab dann (gleichzeitig zu der Mitarbeit an der Deutschen Ideologie) scheint sich Hess immer mehr den neuen Anführern der sozialistischen Bewegung, Marx und Engels, anzubiedern und deren Vorstellung des Kommunismus zu übernehmen. Dass er das nicht aus vollster Überzeugung tat, wird aus seinem Briefwechsel vom 20. Mai 1846 mit Marx und Engels deutlich: „Ich mag nichts mehr mit der ganzen Geschichte zu tun haben; es ist zum Kotzen. Scheisse nach allen Dimensionen. Wenn die Partei sich ihrer Schriftsteller nicht annehmen will oder kann, so müssen diese, wenigstens die, die man verlässt, sich zu helfen suchen, wie sie können. […] Es ist ein Hundeleben, was ich hier führe, und man kann dabei weder arbeiten, noch studieren.“
Später verwarf er jedoch die idealistische Geschichtsphilosophie zugunsten eines naturwissenschaftlich, ja szientistisch ausgerichteten Materialismus. Schon zuvor hatte er sich gemeinsam mit und parallel zu Marx und Engels um eine wissenschaftliche Begründung sozialistischer Theorien auf der Basis von Psychologie und Ökonomie bemüht.

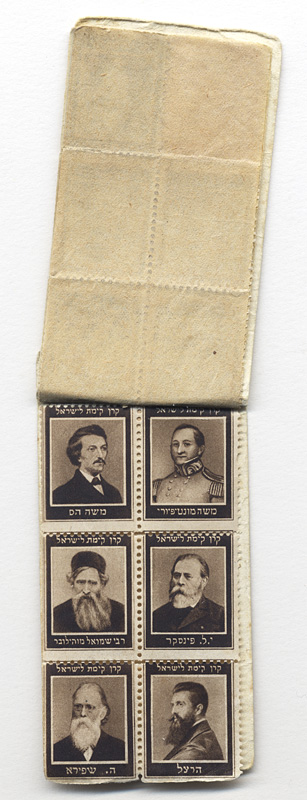
Briefmarken mit beschrifteten Porträts, inklusive Moses Hess, ca. 1916. In der Sammlung des Jüdischen Museums der Schweiz.

### Zionismus
Der Sozialismus und der Zionismus wurzelten bei Hess in dem Wunsch nach Erlösung aus gesellschaftlichen Verhältnissen, die er als unterdrückend und antisemitisch auffasste. Unter dem Eindruck der Nationalitätenkonflikte um die Mitte des Jahrhunderts bewegte er sich von einer universalistischen Weltanschauung zurück zum Partikularismus, was für viele Zionisten seiner Zeit eine Rückbesinnung auf das Judentum bedeutete. Sie entdeckten das Judentum als eigene Nationalität und nicht als Religion. Sein jüdisches Nationalbewusstsein war so stark ausgeprägt, dass er im Jahre 1862 zum Befremden seiner an einer Assimilation an die deutsche Gesellschaft interessierten jüdischen Zeitgenossen (z. B. Berthold Auerbach) und sozialistischen Mitstreiter Rom und Jerusalem verfasste, in dem er ein allgemeines Erwachen der unterdrückten Völker – Rom stand für die gerade erfolgreiche italienische Nationalbewegung – prophezeite, in dem auch die jüdische Nation wieder erwachen und ihren Staat neu errichten solle. Der Untertitel dieses in Briefform geschriebenen Buches lautet Die letzte Nationalitätenfrage, und im Vorwort ist zu lesen: „... mit der Wiedergeburt Italiens beginnt auch die Auferstehung Judäas ...“ In Rom und Jerusalem forderte Hess einen Garibaldi für das Judentum. Darin schrieb er u. a.: „Jeder ist, er mag es  wollen oder nicht, solidarisch mit seiner ganzen Nation verbunden. Wir alle haben das Ol malchut schamajim (das Joch des Gottesreiches) zu ertragen. (...) Erlauben sodann die Weltereignisse, welche sich im Orient vorbereiten, einen praktischen Anfang zur Wiederherstellung des jüdischen Staates, so wird dieser Anfang zunächst wohl in der Gründung jüdischer Kolonien im Lande der Väter bestehen.“
Das orthodoxe Judentum sah Hess als das am besten geeignete Mittel an, in der Diaspora die jüdische Nation zu bewahren, da es mit seinen Speisevorschriften und sonstigen Ge- und Verboten weniger religiöse Inhalte als Erinnerungen an die nationale Vergangenheit tradiere. Es sollte bis zur Neugründung eines jüdischen Staates unangetastet bleiben, weshalb er das Reformjudentum, das sich im 19. Jahrhundert nur noch als Konfession und nicht mehr als Nation verstand, ablehnte. Danach sollte ein neuer Sanhedrin (Hoher Rat) den religiösen Kultus den dann veränderten Bedingungen einer neuen Gesellschaft anpassen.

### Philosophie und Naturwissenschaften
Hess war ein Religionsphilosoph, der Baruch de Spinoza bewunderte. Daher sprach er sich eklektizistisch dafür aus, die antiken Weisheiten des Ostens, den Zoroastrismus, die Veden und Evangelien um die Tora zu gruppieren. Dies ist ein prototypischer Ansatz zu einer vereinigten kosmischen Philosophie, wie man sie heute auch in der Bnai-Noach-Bewegung  findet. Der Hegel’schen Dialektik eines geschichtlichen Weltgeistes folgend, vertrat Hess eine Art von Messianismus des Glaubensinhalts, dass mit der französischen Revolution ein neues Weltzeitalter begonnen habe.
In den 1850er Jahren wandte sich Hess intensiv naturwissenschaftlichen Themen zu und publizierte in populärwissenschaftlichen Organen wie Die Natur. Er suchte nach universalen Gesetzen, die Natur- und Gesellschaftwelt verbanden, wie er sie in der Tendenz aller Elemente, in ein Gleichgewicht zu kommen, wahrnahm. Mit anderen Autoren, die sich 1848 für revolutionäre Veränderungen engagiert hatten, teilte er das Bemühen, durch eine Verbreitung naturwissenschaftlicher Bildung und empirisch-analytischen Wissens den gesellschaftlichen Fortschritt weiter zu fördern.

## Würdigung seiner Verdienste für den Zionismus
Die Zeitumstände waren für die Akzeptanz seiner Vorstellungen nicht günstig. Die orthodoxen Juden lehnten sie mit wenigen Ausnahmen als Vorwegnahme des messianischen Zeitalters ab. Die Mehrheit der westeuropäischen Juden bemühte sich um Integration und Akkulturation, was dadurch erleichtert wurde, dass ein Staat nach dem anderen den lange zuvor begonnenen Prozess der Judenemanzipation abschloss. Theodor Herzl, in der Geschichtsschreibung der eigentliche Urvater der zionistischen Bewegung, erkannte bei der Lektüre von Rom und Jerusalem 1901, dass alles, was der Zionismus versuchte, bereits von Moses Hess gefordert worden war. Als Herzl sein Werk Der Judenstaat verfasste, war ihm Rom und Jerusalem unbekannt gewesen. Erst als er Jahre später das Buch auf einer Reise las, wurde ihm klar, dass „seit Spinoza das Judentum keinen größeren Geist hervorgebracht hat als diesen vergessenen verblassten Moses Hess!“ und dass er seine Schrift nicht verfasst hätte, wenn ihm Rom und Jerusalem zuvor bekannt gewesen wäre. Wladimir Zeev Jabotinsky würdigte Hess in seinem Werk Die Jüdische Legion im Weltkrieg als eine der historischen Persönlichkeiten, denen der Zionismus die Balfour-Deklaration zu verdanken habe: „Die Balfour-Deklaration verdanken wir sowohl Herzl als auch Rothschild, sowohl Pinsker als auch Moses Hess“.

## Ehrung
Eine Figur von Moses Hess wurde unter die Kölner Ratsturmfiguren aufgenommen. Am 9. Oktober 1961 wurden seine sterblichen Überreste nach Israel überführt und auf dem Kinneret-Friedhof am See Genezareth nördlich des ersten Kibbuz Degania beerdigt.
Seine Geburtsstadt Bonn hat 2011 beschlossen, eine Straße in Moses-Hess-Ufer umzubenennen, nachdem es bereits in Köln-Stammheim eine Moses-Heß-Str. gab. In Israel wurde 1931 eines der Moshavim, die damals zum Schutz von Tel Aviv um die Stadt herum angelegt wurden, nach Moses Hess in Kfar Hess benannt.

## Werke
Hess’ wichtigste Werke sind:
- Die heilige Geschichte der Menschheit (1837) Digitalisat
- Die europäische Triarchie (1841) Digitalisat
- Sozialismus und Kommunismus (1842) Digitalisat
- Die Philosophie der Tat (1843)
- Über das Geldwesen (1845)
- Rom und Jerusalem, die letzte Nationalitätsfrage. Briefe und Noten (1862). Leipzig: Eduard Mengler[21] [eine Grundlegung des späteren Zionismus], Digitalisat der Ausgabe 1862, Digitalisat der Ausgabe 1899
- Moses Hess Jüdische Schriften. Hrsg. und eingeleitet von Theodor Zlocisti. Leo Lamm, Berlin 1905 Digitalisat

Seine nachgelassenen Manuskripte bezeugen einen weiten Themenbereich. Neben Philosophie finden sich z. B. Literatur, Astronomie/Kosmologie, Mathematik, Physik, Biologie.